# AMアメリカ
『AMアメリカ（AM America）』は、アメリカ・ABCがNBCの高視聴率番組『トゥデイ』に対抗するために制作した朝のニュース番組。1975年1月6日に初放送されたこの番組は、『トゥデイ』やCBSの『CBSモーニングニュース』と『キャプテン・カンガルー』のコンビに対して視聴者を獲得することはなかった。10ヶ月弱続き、最終回は10月31日に放送された。翌11月3日月曜日には『グッド・モーニング・アメリカ』に置き換えられた。

## 歴史
番組のコンセプトは、ロサンゼルスの同ネットワーク直営放送局KABC-TVの朝のローカル番組『ラルフ・ストーリーズAM（Ralph Story's AM）』に基づいていた。『トゥデイ』と同様に、『AMアメリカ』もホスト2名とニュースアンカー1名を採用した。1974年8月に共同ホストとして当初選ばれたのは、ニューヨーク市の旗艦局WABC-TVの『Eyewitness News』の共同アンカーだったビル・ビューテル、『ラルフ・ストーリーズAM』のステファニー・エドワーズ、シカゴのWLS-TVで朝のトーク番組『ケネディ・アンド・カンパニー（Kennedy and Company）』のホストを務めたボブ・ケネディ（Bob Kennedy）だった。ケネディはシリーズ開始の僅か2ヶ月前の同年11月5日に骨癌で亡くなり、最終的にニュースリポートを提供したABCのワシントン担当記者ピーター・ジェニングスが後任となった。
1975年4月25日に放映された『AMアメリカ』の注目すべき放送回の1つは、イギリスのコメディー劇団「モンティ・パイソン」のメンバーが、一時的にグループを離れていたジョン・クリーズを除いて、アメリカのテレビに最初に出演した時である。番組は、パイソンズがセットをバラバラにして、エドワーズを含む、決められなかった全てのものを持ち去ろうとすることで終了した。
エドワーズは5月末までに降板し、ビューテルは数ヶ月後にエドワーズを追って降板した。最終回の次の月曜日である11月3日には、より有名で成功した番組『グッド・モーニング・アメリカ』に置き換えられた。

## ロゴ
『AM America』のロゴは、AとMの文字が青で、「America」の残りの部分が赤だった。「AM」が「America」と重なった。「A」の中に星を入れた。

## テーマ音楽
シリーズのテーマ音楽は、ウィリアム・ゴールドスタイン（William Goldstein）作曲のインストゥルメンタル「Spirit of '76 (AM America)」で、1975年11月にモータウンからシングルとしてリリースされた。

## フランチャイズ化
『AM（都市名）』の名前は、全米のABC放送局にフランチャイズ化され、地元で制作された朝のトーク番組となった（通常、全国番組が終了した後の午前9時台に放送され、通常は1人か2人のホストがおり、特に1980年代には殆どが生放送のスタジオ観客を抱えていた）。
- 『ラルフ・ストーリーズAM』の後継番組となる『AMロサンゼルス（AM Los Angeles）』には、レジス・フィルビンとサラ・パーセル（英語版）が出演した。1978年にパーセルの代わりにシンディ・ガーベイ（英語版）が就任し、1983年に番組はニューヨークに移り（そこで『AMニューヨーク（AM New York）』に代わった）、最終的には現在の『ライブ・ウィズ・ケリー・アンド・ライアン（英語版）』に発展した。フィルビンとガーベイの降板後、『AMロサンゼルス』はKABC-TVでポール・モイヤー（英語版）、アン・マーティン（英語版）、ハロルド・グリーン（英語版）、スティーブ・エドワーズ（英語版）、クリスティーナ・フェラーレ（英語版）、トーニー・リトル（英語版）をフィーチャーし、1991年に番組が『ライブ・ウィズ・レジス・アンド・キャシー・リー（英語版）』に置き換えられるまで継続された。
- WLS-TVの『AMシカゴ（AM Chicago）』（それ自体、ボブ・ケネディがホストを務める『ケネディ・アンド・カンパニー』シリーズの後継番組であり、予期せぬ死の前には『AMアメリカ』の共同ホストを務める予定だった）は、（とりわけ）サンディ・フリーマン（英語版）、スティーブ・エドワーズ（英語版）、ジョン・バーバー（英語版）、ロブ・ウェラー（英語版）、ティム・ワイゲル（英語版）、ジョン・キャラウェイ（英語版）、オプラ・ウィンフリーがホストを務めた。同番組は『オプラ・ウィンフリー・ショー』に発展し、1986年から2011年まで、かつての『AMシカゴ』の時間枠で放送された。『オプラ』の終了後、WLS-TVは『ウィンディ・シティ・ライブ（英語版）』を初放送し、2013年まで同じ時間枠で放送され、その後『ライブ・ウィズ・ケリー・アンド・マイケル（英語版）』に置き換えられた。
- WXYZ-TVには1970年代半ばに『AMデトロイト（AM Detroit）』（デニス・ホールリー（英語版）がホストを務める）があり、これに代わって元『Action News』共同アンカーマンのジョン・ケリー（John Kelly）と気象キャスターのマリリン・ターナー（Marilyn Turner）（夫婦チーム）が出演する[10]『ケリー&カンパニー（Kelly & Company）』が1990年代初頭まで放送された。
- KGO-TVの『AMサンフランシスコ（AM San Francisco）』（1975年から1988年まで放送）では、フレッド・ラコッセ（Fred LaCosse）とテリー・ローリー（Terry Lowry）の夫婦チームがフィーチャーされた。ナンシー・フレミング（英語版）は1970年代の一時期、共同ホストを務めた。1975年以前は、単に『AM』と呼ばれ、ジム・ダンバー（英語版）（KGOラジオの長年のパーソナリティーとして知られる）がホストを務めていた。1988年に『グッド・モーニング・ベイエリア（Good Morning Bay Area）』と改名され、『ライブ・ウィズ・レジス・アンド・キャシー・リー』に置き換えられるまでこのタイトルで放送された。
- WKBW-TV（英語版）の『ダイヤリング・フォー・ダラーズ（英語版）』フランチャイズに代わって放送された『AMバッファロー（英語版）』も引き続き放送されている。
- さらに、ポートランドのKATUは、『AMアメリカ』の開始以来、『AMノースウェスト（AM Northwest）』を放送している。1980年代または1990年代には、シアトルのKOMO-TV（KATUの姉妹局）にも短命の番組『AMノースウェスト（AM Northwest）』があった。KATUバージョンとKOMO-TVバージョンではホストとゲストが異なったが、KOMOでの初回放送には、ポートランドの『AMノースウェスト』でのホストとのオンエア交流が含まれていた。
- ヒューストンのCBS提携局KHOUやクリーブランドの当時のNBC直営局WKYCなどの一部の非ABC放送局は、それぞれ番組『AMヒューストン（AM Houston）』と『AMクリーブランド（AM Cleveland）』に『AM』ブランドを使用している[11][12]。